# Mò vi mento - Lira di Achille
Mò vi mento - Lira di Achille  è un film italiano del 2018 diretto da Stefania Capobianco e Francesco Gagliardi.

## Trama
Achille Alfresco, potente politico locale decide di fondare un suo partito personale "Mò Vi Mento" che ha come obiettivo l'uscita dell'Italia dall'Euro, partendo dal suo paese Trecase. In sostituzione dell'Euro verrà adottata una nuova moneta chiamata "Lira di Achille". Il suo portaborse Massimo, aspirante scrittore senza successo, è ancora innamorato della sua ex-ragazza Elena, che ora è invece fidanzata con Achille.

## Produzione
Le riprese del film si sono svolte in Campania, in particolare tra Pompei e Trecase.

## Distribuzione
Il film è uscito nelle sale cinematografiche il 16 maggio 2019, distribuito da Europictures e Hum Distribution.

## Il libro
L'11 aprile 2019, prima dell'uscita in sala, Armando Curcio Editore ha pubblicato un libro tratto dall'omonimo film, intitolato anch'esso Mò vi mento - Lira di Achille, scritto da Francesco Gagliardi. 
Il romanzo è stato distribuito nelle librerie di tutta Italia.

## Riconoscimenti
- 2019 – Premio Flaiano
  - Premio speciale della presidenza a Stefania Capobianco e Francesco Gagliardi
- 2018 – Festival del cinema di Salerno
  - Miglior film sezione lungometraggi